# Afghaanse presidentsverkiezingen 2004

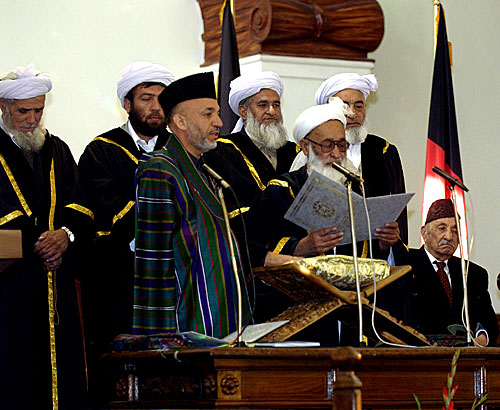
Inauguratie van president Hamid Karzai op 7 december 2004, na het winnen van de verkiezingen.

De presidentsverkiezingen van Afghanistan die op 9 oktober 2004 gehouden werden waren de eerste directe verkiezingen in Afghanistan sinds de experimenten met democratie in de jaren 70. De verkiezingen vonden plaats op basis van de nieuwe grondwet die op 4 januari 2004 door de loya jirga was aangenomen.
Een presidentskandidaat moet ook twee vicepresidentskandidaten nomineren die hem steunen in de campagne. Door sommige kandidaten werd dit gebruikt om alle etnische groeperingen te kunnen aanspreken. Indien één kandidaat minder dan 50% van de stemmen zou halen zou een tweede ronde nodig zijn, maar dit bleek overbodig.
Op de dag van de verkiezingen deden geruchten rond fraude de ronde. De VN stelde een onafhankelijke commissie in die concludeerde dat meermaals stemmen mogelijk was geweest – de verf die je op je duim kreeg als teken dat je gestemd had was er gemakkelijk weer af te krijgen – maar dat geen van de kandidaten hier voordeel uit heeft verkregen.
Kandidaten mochten op het stembiljet aangeven verbonden te zijn aan een politieke partij, maar dit was niet noodzakelijk.

## Kandidaten
Drieëntwintig kandidaten deden mee met de verkiezingen, maar vijf ervan trokken zich terug toen de campagne begon. De favoriet was de Hamid Karzai, die al ruim twee jaar als president van de interim-autoriteit en overgangsregering had gediend na de val van de Taliban. Karzai deed mee als onafhankelijke kandidaat, maar had wel steun van een aantal politieke partijen, waaronder de Afghan Mellat, een Sociaal Democratische partij.
Karzai had drie belangrijke uitdagers. Men dacht dat de grootste uitdager Abdul Rashid Dostum zou zijn, een generaal, warlord en leider van de Oezbeekse gemeenschap in Afghanistan. Zijn populariteit bleek echter tegen te vallen.
De belangrijkste opponent bleek Yunus Qanuni. Qanuni was een van de leiders van de Noordelijke Alliantie en had de steun van Mohammed Fahim, de vicepresident van Karzai in de interim-regering. Qanuni beweerde de erfgenaam te zijn van de ideeën van Achmed Sjah Massoud, de nationale held en gevierde Moedjahedien-leider. De broer van Massoud was echter de running mate van Karzai.
De derde belangrijke concurrent van Karzai was Mohammed Mohaqiq. Hij was minister van Planning in de interim-regering, maar was daar met ruzie uit weggegaan. Mohaqiq is de belangrijkste leider van de Hazara-gemeenschap en leider van de Hezb-e Wahdat Mardom (Islamitische Eenheidspartij van het Volk) een afsplitsing van de Hebz-e Wahdat Islami (Islamitische Eenheidspartij).

## Uitslag
Aantal stemgerechtigden: 10.567.834

Aantal stemmen: 8.124.774 (76,9%)

Aantal ongeldige stemmen: 104.346 (1,3%)

Aantal geldige stemmen geteld: 8.020.428 (98,7%)
| Naam                    | Etnische Achtergrond | Partij                                                                                            | Aantal Stemmen | Percentage |
| ----------------------- | -------------------- | ------------------------------------------------------------------------------------------------- | -------------- | ---------- |
| Hamid Karzai            | Pathaan              |                                                                                                   | 4.440.529      | 55,4%      |
| Yunus Qanuni            | Tadzjiek             | Hezb-e-Afghanistan-e-Naween (Nieuw Afghanistan Partij)                                            | 1.307.214      | 16,3%      |
| Haji Mohammad Mohaqiq   | Hazara               | Onafhankelijk maar verbonden aan Hezb-e Wahdat Mardom (Islamitische Eenheidspartij voor het Volk) | 931.572        | 11,6%      |
| Abdul Rashid Dostum     | Oezbeek              | Onafhankelijk maar verbonden aan Hezb-e-Junbish Mili Islami (Nationale Islamitische Beweging)     | 804.739        | 10,0%      |
| Abdul Latif Pedram      | Tadzjiek             | Nationale Congres Partij                                                                          | 110.048        | 1,4%       |
| Massooda Jalal          | Tadzjiek             |                                                                                                   | 93.332         | 1,2%       |
| Sayed Ishaq Gailani     | Pathaan              | Hezb-e-Nahzat-e-Hambastagee Mili (Nationale Solidariteits Beweging)                               | 80.485         | 1,0%       |
| Ahmad Shah Ahmadzai     | Pathaan              | Hezb-e-Iqtedar-e-Milli Islami (Islamitisch Beleid Partij)                                         | 60.196         | 0,8%       |
| Abdul Satar Serat       | Tadzjiek             |                                                                                                   | 30.134         | 0,4%       |
| Hamayon Shah Asifi      | Pathaan              |                                                                                                   | 26.204         | 0,3%       |
| Ghulam Farooq Nijrabi   | Tadzjiek             |                                                                                                   | 24.221         | 0,3%       |
| Syed Abdul Hadi Dabir   | Tadzjiek             |                                                                                                   | 24.032         | 0,3%       |
| Abdul Hafiz Mansoor     | Tadzjiek             |                                                                                                   | 19.705         | 0,2%       |
| Abdul Hadi Khalilzai    | Pathaan              |                                                                                                   | 18.157         | 0,2%       |
| Mir Mahfouz Nedahee     | Pathaan              |                                                                                                   | 15.930         | 0,2%       |
| Mohammad Ebrahim Rashid | Pathaan              |                                                                                                   | 13.787         | 0,2%       |
| Wakil Mangal            | Pathaan              |                                                                                                   | 11.750         | 0,1%       |
| Abdul Hasseb Aryan      | Tadzjiek             |                                                                                                   | 8.357          | 0,1%       |